# Kreuzkirche (Berlino)

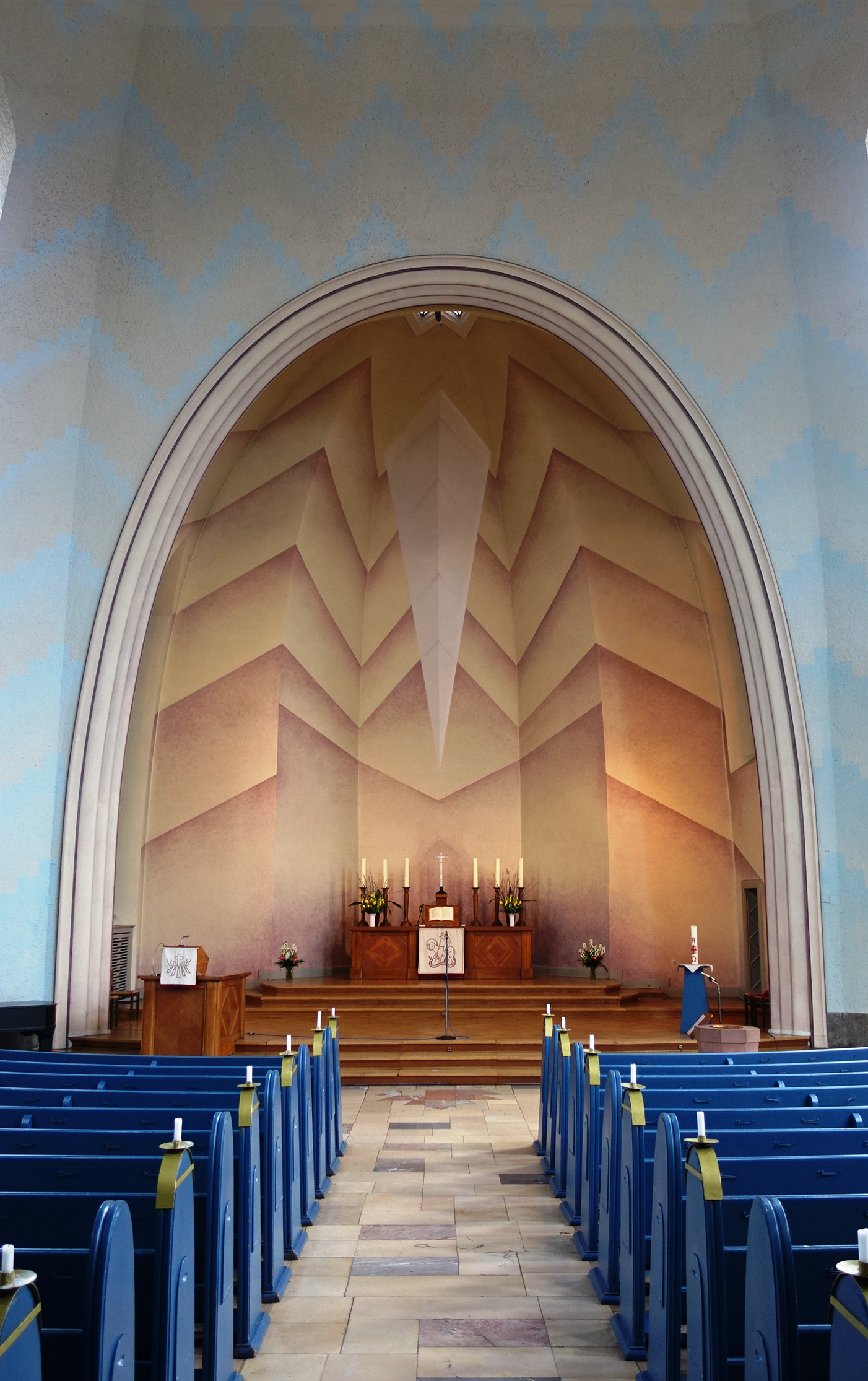
L’interno

La Kreuzkirche (letteralmente “chiesa della Croce”) è una chiesa evangelica di Berlino, sita nel quartiere di Schmargendorf. Esempio rilevante di architettura espressionista, l’edificio è posto sotto tutela monumentale (Denkmalschutz).

## Storia
La chiesa venne eretta dal 1927 al 1929 su progetto di Ernst e Günther Paulus nello stile dell'Espressionismo del mattone.

## Caratteristiche
La chiesa è posta lungo lo Hohenzollerndamm, all’angolo con la Forckenbeckstraße; l’edificio si compone di tre parti, così disposte da ovest verso est:
- la torre d’ingresso;
- il corridoio di collegamento;
- la sala ecclesiale.

La torre d’ingresso, posta in fregio allo Hohenzollerndamm, è rivestita in mattoni e coronata da un tetto a tre punte; essa scherma l’ambiente interno dai rumori del traffico stradale. Alla base si apre un portale, coperto da un tetto a pagoda rivestito di ceramiche colorate, che dà accesso alla sala nuziale.
Da questa inizia un passaggio coperto, di altezza poco elevata, che conduce alla sala ecclesiale, coperta da una cupola e conclusa dal presbiterio.
Le decorazioni esterne e interne sono in stile espressionista; le statue e i decori sono opera rispettivamente di Felix Kupsch e Max Esser.